# Château d'Alphéran

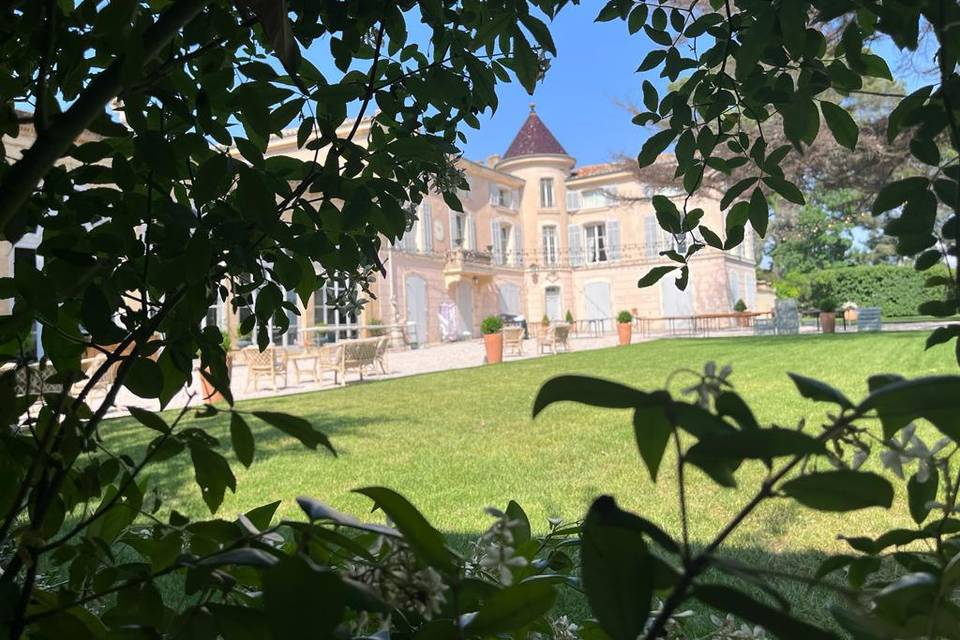

Le château d'Alphéran est situé dans la campagne au nord du village de Puyricard (au Nord de la commune d'Aix-en-Provence) et au pied de la chaîne de la Trévaresse dans le département des Bouches-du-Rhône (France). 
Propriété atypique de la région, la construction d'origine date du XVIIe siècle.
Connus dans un premier temps sous le nom du domaine de Sainte Croix, les lieux ont été édifiés au tout début du XVIIe siècle, et achevés en 1724, sous l'impulsion de la famille de Forbin des Issarts.

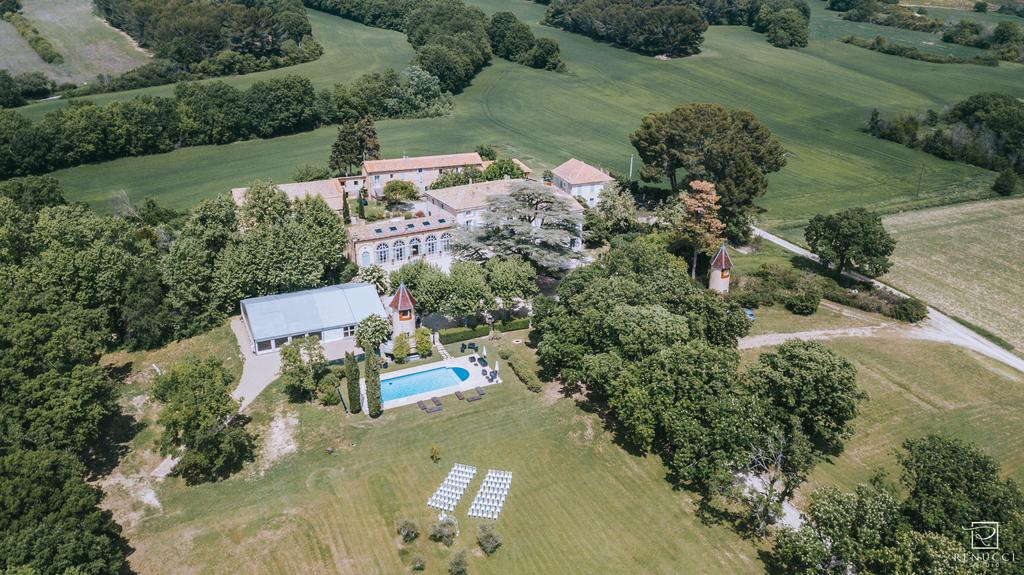

Au cours des siècles suivants, plusieurs remaniements successifs ont progressivement modifié le bâtiment d'origine, contribuant ainsi à lui donner son style architectural actuel, très atypique pour la région provençale. 
Aujourd'hui, le domaine s'étend sur plus de 30 hectares.

## Historique

### Famille de Forbin des Issarts
La construction du château d'Alphéran trouve ses origines au sein de la famille Forbin des Issarts, Seigneurs de Sainte Croix.
Cette famille a tenu le premier rang parmi les plus illustres de la Provence, tant par la noblesse de ses alliances, ses possessions, les dignités et les charges qu’elle a
possédées, que par les services rendus à la couronne et à la France.
Construit au tout début du XVIIe siècle, le château a d'abord été connu sous le nom de domaine de Sainte Croix, en référence à la famille de Forbin.
Son tout premier propriétaire est Jean-Baptiste Renaud de Forbin, seigneur de Sainte-Croix, des Issarts et des Angles, mousquetaire noir et Capitaine d'infanterie (1668-1746).

### Famille Alphéran
Tout comme la famille de Forbin, le nom d'Alphéran fait référence à une grande famille provençale, dont toutefois plus aucun membre ne subsiste aujourd'hui.
Le 19 septembre 1724, Claude Alphéran de Bussan, tout juste anobli, acquiert la bastide dite de Sainte Croix que vend Jean-Batiste de Forbin.
Claude Alphéran est un écuyer, seigneur de Montmeillan. Il reçoit son titre de noblesse par lettres patentes du mois de juin 1724 pour les services rendus au moment de la grande peste. Quelques mois après, il devient donc propriétaire du château de Sainte Croix, qu'il ne tarde pas à inscrire dans la patrimoine historique de sa propre famille. Parmi les membres illustres de cette dernière, et contemporains de Claude, on compte notamment Paul Alphéran.

#### Paul Alphéran de Bussan

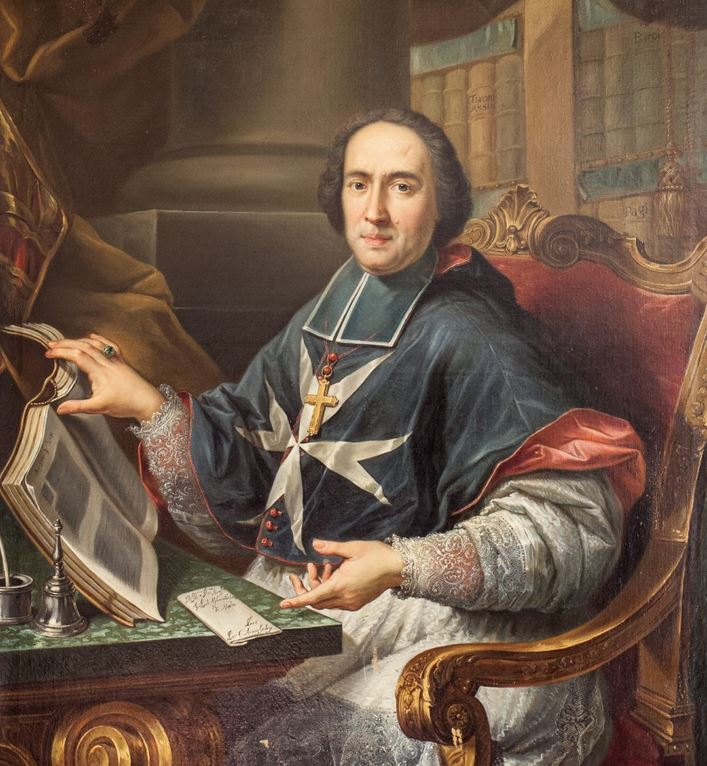
Portrait de Monseigneur Paul Alphéran, évêque de Malte et archevêque de Damiette

Paul Alphéran (1686-1757) est issu d'une famille de notables originaires d'Aix-en-Provence. Tout comme son jeune frère Jean-Melchior Alphéran (1690-1757) et son oncle Melchior Alphéran (1654-1734).
Paul Alphéran commence son parcours ecclésiastique comme prieur de l'église conventuelle de Saint-Jean-de-Malte à Aix-en-Provence en 1720. Le bâtiment existe encore aujourd'hui, tout contre le musée Granet qui était d'ailleurs à l'époque le prieuré de l'église, et ce depuis sa construction en 1674 par son prédécesseur, Jean-Claude Viany, avant que la mairie d'Aix-en-Provence ne rachète le bâtiment en 1825 pour y établir un musée consacré aux arts.
Paul Alphéran se démet de sa charge de prieur en 1728, alors qu'il est nommé évêque de Malte. Il y rejoint son oncle, Melchior, lui-même prieur de l'église conventuelle et co-cathédrale Saint-Jean de La Valette. 
Et du côté d'Aix-en-Provence, c'est son frère, Jean-Melchior, qui le remplace comme prieur en 1728.
Installé à Malte, Paul Alphéran s'intéresse de près à la langue maltaise. Il publie notamment une grammaire de maltais mais surtout, et pour la première fois, un catéchisme dans cette même langue. 
Passionné d'arts, il constitue par ailleurs à Malte une collection d'une vingtaine de tableaux (dont des œuvres du Caravage ou encore de Mattia Preti), ainsi qu'une bibliothèque composée de nombreux ouvrages littéraires qui sont encore aujourd'hui répertoriés à la bibliothèque du séminaire de la ville de Rabat, dont Paul Alphéran initie la construction en Octobre 1756.
Grand contributeur au rayonnement culturel et spirituel de l'île de Malte, l’évêque Paul fait également bâtir un très beau séminaire contre la cathédrale de la cité de Mdina qui était à l'époque le siège de l’évêché. Séminaire aujourd'hui devenu musée, et dont l'architecture rappelle largement la Provence natale de son fondateur. 

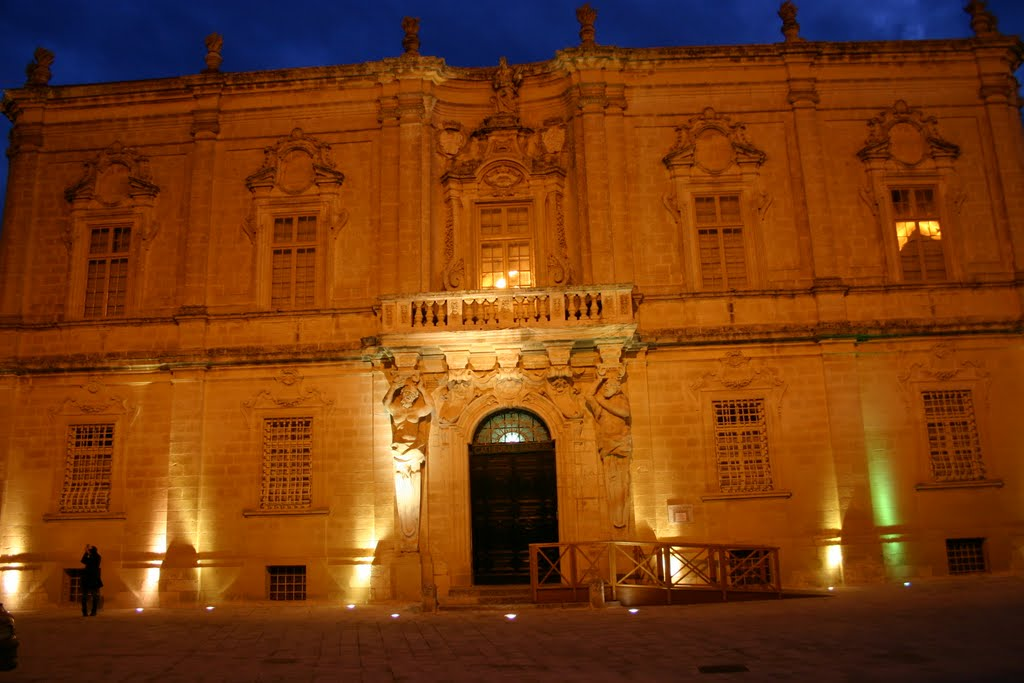
Façade de l'ancien séminaire et actuel musée de la cathédrale de Mdina

À la mort de Claude Alphéran, c'est son fils, Melchior Boniface Louis Alphéran de Bussan (1727-1794), qui hérita de la propriété. Il la transmit à son propre fils, Paul François Alphéran de Bussan (1749-1821). Ce dernier épouse Marie Anne Miffre en 1775, dont il a deux enfants, une fille, Marie-Alexandrine (1796-1843), et un fils, Jean-Baptiste Paul.

### Famille de Ferry du Plantier
En 1818, Marie-Alexandrine Alphéran de Bussan épouse Joseph Barthélémy de Ferry du Plantier, seigneur des Taillades. En dot, le père de Marie-Alexandrine, Paul François Alphéran de Bussan, transmet au nouveau ménage la propriété du domaine de Sainte Croix.
Le couple donna naissance à deux filles, Henriette Marie Louise (1824-1859) et Mathilde.

### Famille de Monléon
Henriette Marie Louise de Ferry du Plantier se marie à son tour en 1847 avec le marquis Charles Gratien de Monléon (1820-1870). À nouveau, le château de Sainte Croix est transmis au nouveau ménage, puis à leur fille : Mathilde de Monléon.

#### Mathilde de Monléon

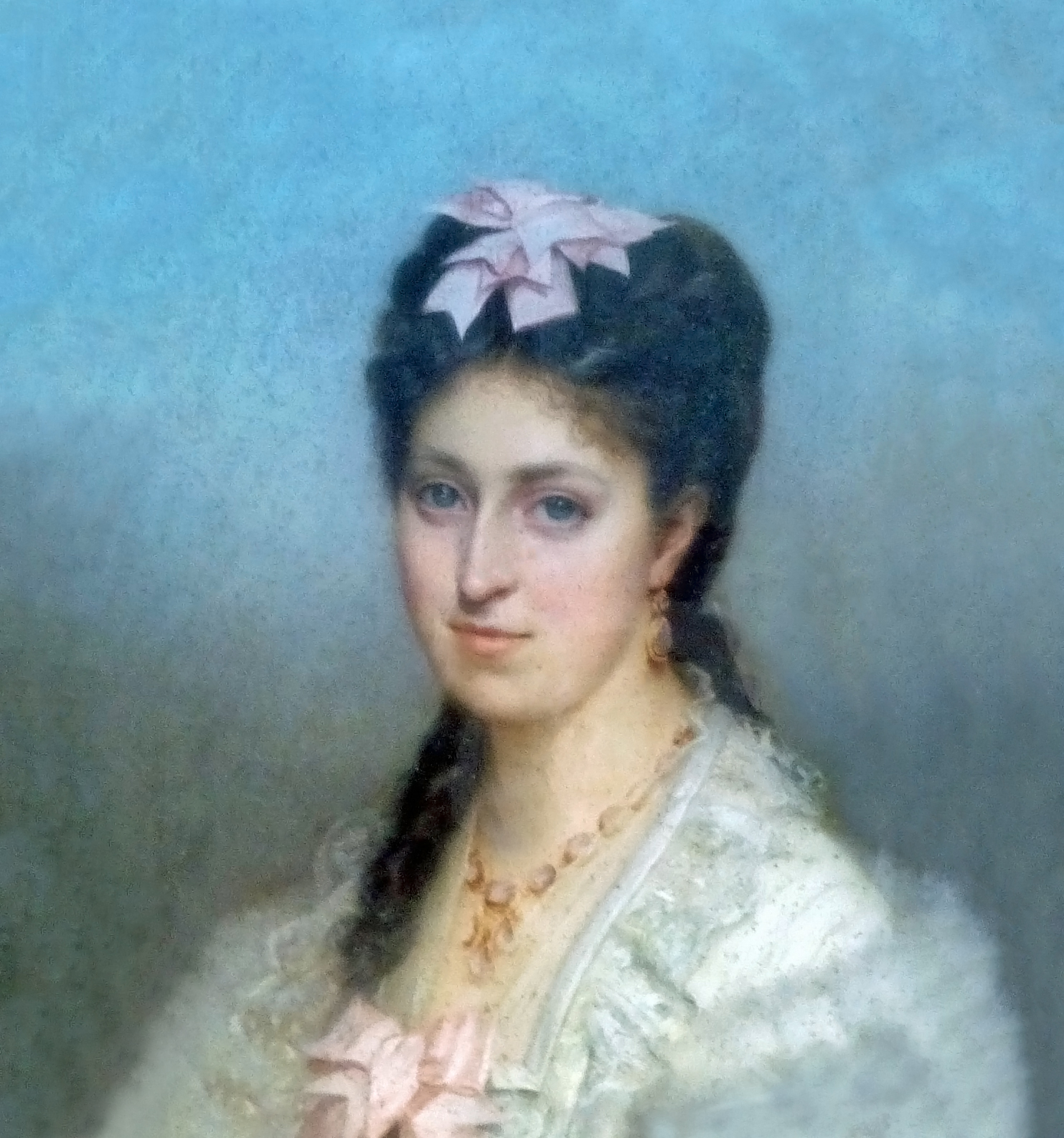
Portrait de Mathilde de Monléon qui hérita du château d'Alphéran au XVIIIe siècle.

C'est donc de l'union de Charles de Monléon et d'Henriette de Ferry du Plantier, fille de Marie-Alexandrine Alphéran de Bussan, que naît Mathilde de Monléon (1850-1926).
La famille de Monléon est elle-même issue de la noblesse italienne et trouve ses ramifications les plus anciennes au XIe siècle. Elle compte notamment, parmi ses membres, deux papes : Sixte IV et Jules II. 
Au XVIe siècle, une branche de la famille Monléon s'établit à Monaco, puis à Menton. C'est là que Mathilde passa la plus grande partie de sa vie au cours du XVIIIe siècle.
Encore aujourd'hui, la maison dans laquelle elle vécut au 9, rue Partouneaux et qui abrite désormais le commissariat de la ville de Menton, porte son nom : la villa Mathilde.
En 1874, Mathilde épouse Raymond Adrien Henri de Galbert (1844-1919) et devient Comtesse de Galbert. Ensemble, ils eurent deux filles : Paule et Henriette.

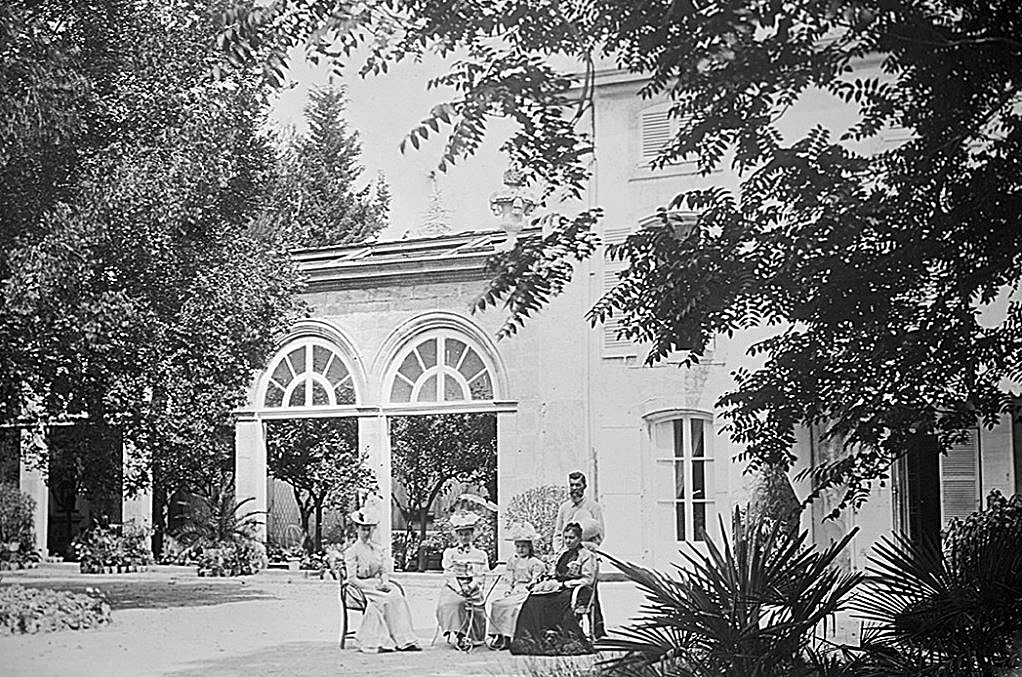
Raymond de Galbert et sa famille sur la terrasse d'Alphéran

Très respectueuse de l'héritage de sa mère, Mathilde de Monléon prit grand soin du château d'Alphéran où elle appréciait venir régulièrement se ressourcer pour profiter du calme de l'arrière-pays Provençal. Egalement soucieuse du bien commun, elle contribua à la vie et à l’amélioration du village de Puyricard où se situe le château. Elle donna notamment un certain nombre de terres à la commune, dont une parcelle qui servit à la construction du cimetière et d'une grande place, aujourd'hui reconvertie en parking.
Très pieuse et généreuse, elle a laissé un constant et touchant souvenir dans la mémoire de ses descendants et dans celle des Puyricardiens qui décidèrent trois siècles plus tard de lui rendre hommage. 
En 2013, la mairie d'Aix-en-Provence baptisa ainsi une place du village du nom de « Mathilde de Monléon ».

### Famille Charlet

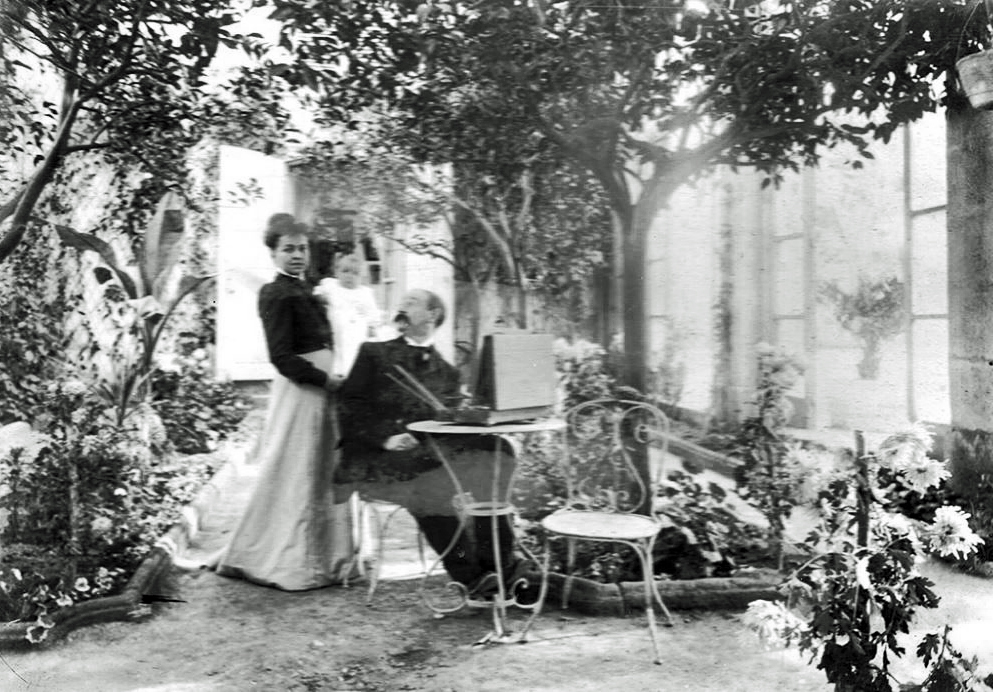
Henri Charlet, une nourrice et un bébé dans l'orangerie du château d'Alphéran - fin XIXe siècle.

La fille aînée de Mathilde de Monléon et Raymond de Galbert, Marie Paule, épouse au château d'Alphéran Henri Charlet tout à la fin du XIXe siècle.
Une fille, Simone Charlet, nait de cette union en 1901.

#### Séisme de Provence en 1909

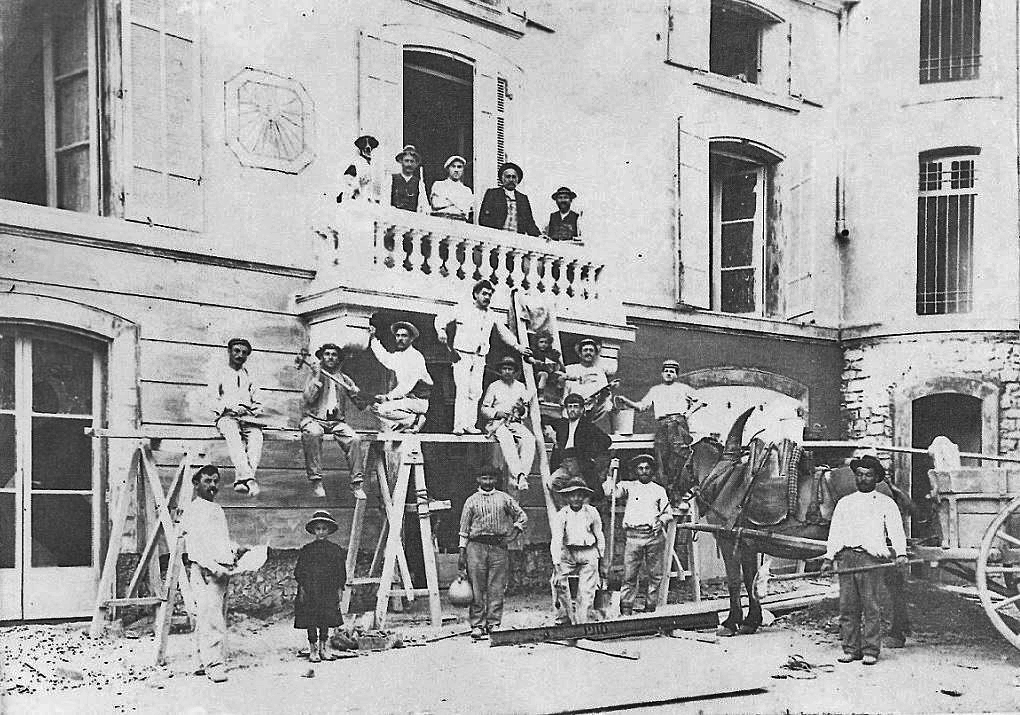
Ouvriers à l'œuvre, sur le chantier de reconstruction du château d'Alphéran, à la suite du séisme de 1909 en Provence.

Le 11 juin 1909, un séisme de magnitude 6,2 sur l'échelle de Richter se produit dans le Sud Est de la France. Il s'agit du plus important tremblement de terre en France métropolitaine depuis le XVIe siècle. Ressenti dans tout le Sud de la France et jusqu'en Italie, il entraîne d'importants dégâts et destructions au sein des villes de Salon-de-Provence, Vernègues, Lambesc, Saint-Cannat, dans le massif de la Trévaresse en Provence (Bouches-du-Rhône) et de Montpellier dans l'Hérault. 
Le bilan humain fait état de 46 morts et 250 blessés. L'ampleur des dégâts matériels est considérable puisque 3 000 constructions furent endommagées. Parmi celles-ci, le château d'Alphéran, tout en ayant résisté, a subi des dégradations conséquentes.
Henri Charlet, le mari de Marie Paule de Galbert et gendre de Mathilde de Monléon, prend alors en main la reconstruction des bâtiments abîmés. Il profite également de ces travaux pour embellir la bâtisse provençale en lui adjoignant un balcon, une tour centrale et en réhabilitant l'aile Est du château qui abritait les anciennes écuries.

### Famille de Roquefeuil
Simone, la fille de Paule et Henri Charlet, épouse en 1921 Raymond de Roquefeuil-Montpeyroux, issu d'une autre famille noble, d'ancienne chevalerie, originaire du Languedoc.

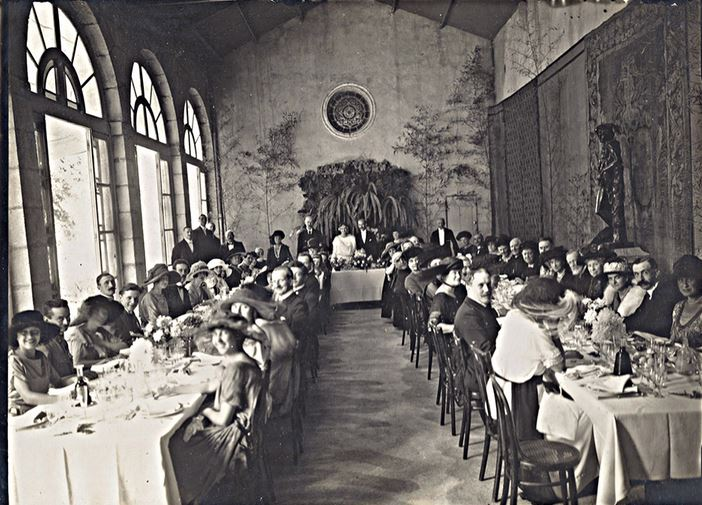
Banquet de mariage, 1921.

L'union est célébré dans l'orangerie du château d'Alphéran.